# متنزه شاطئ وودلون الحكومي
متنزه شاطئ وودلون الحكومي، تبلغ مساحته 107-أكر (0.43 كـم2) تقع الحديقة بالقرب من قرية بلاسديل على الشاطئ الشرقي لبحيرة إيري في مقاطعة إيري، نيويورك. تم افتتاحها كحديقة حكومية في عام 1996، وبدأ العمل فيها منذ عام 2011 من قبل بلدة هامبورغ بموجب اتفاقية مدتها عشر سنوات مع مكتب ولاية نيويورك للمتنزهات والترفيه والمحافظة على التاريخ.

## تاريخ

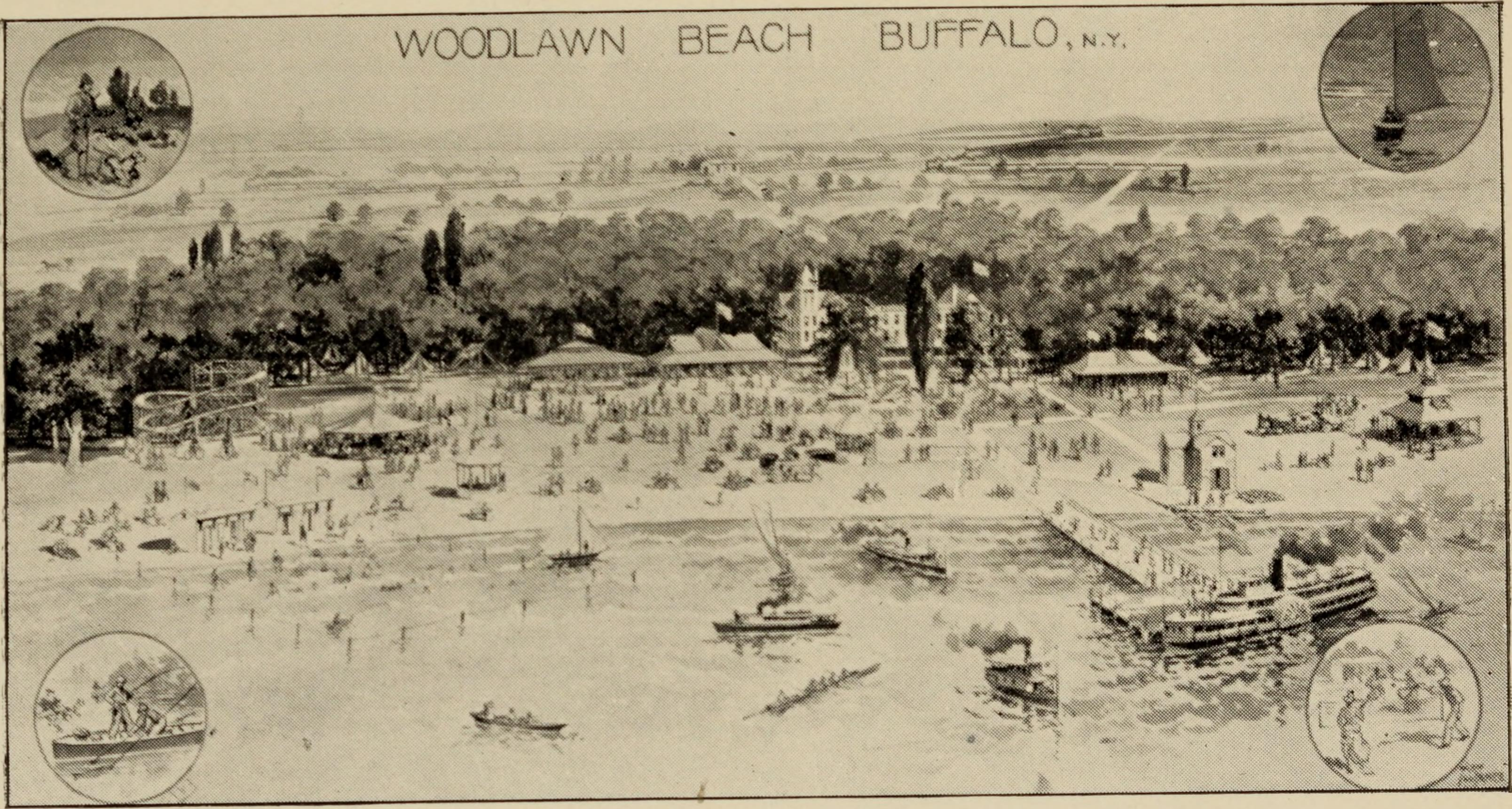
منظر لشاطئ وودلون في عام 1896.

كان شاطئ وودلون موقعًا تاريخيًا ومنتجعًا شهيرًا للسباحة خلال أواخر القرن التاسع عشر وأوائل القرن العشرين. خدم شاطئ وودلون في ذلك الوقت من قبل العديد من القطارات والسفن البخارية، وكان يضم فندقًا ومطعمًا وقاعة رقص وصالة بولينغ وقاعة بلياردو وزلاقة وبستان مساحتة 30 أكر (0.12 كـم2) للتنزة.
تم تقييد الذهاب إلى الشاطئ بعد الخمسينيات ، عندما منع المالكون الجدد الأستخدام العام للأرض. ثم تم فتح الشاطئ مرة أخرى للناس بعد أن اشترت ولاية نيويورك مساحة 93 أكر (38 ها) من الممتلكات من بافولو كراشد ستون في عام 1996. وتم الحصول على مبلغ 6.3 مليون دولار بمساعدة مؤسسة ثقة للأراضي العامة.
وبدأ العمل في الحديقة من قبل مكتب ولاية نيويورك للمتنزهات والترفيه والمحافظة التاريخية قبل عام 2011. غير أن بعد فترة من الإغلاق بسبب قيود ميزانية الدولة، بدأ العمل في الحديقة منذ عام 2011 من قبل بلدة هامبورغ من خلال اتفاقية شراكة مدتها عشر سنوات مع ولاية نيويورك. على الرغم من أنها ما زالت تكافح لتغطية النفقات ، فقد حققت المدينة بعض النجاح من خلال التسويق لميزات الحديقة، مثل الشاطئ والمطعم ومرافق الحفلات. بعدما سيطرة المدينة على عمليات المنتزة استمرت الخسائر في الانخفاض في تلك السنوات.
يشير«تقرير المسح الصحي لشاطئ وودلون لعام 2010» الذي أكمله مكتب ولاية نيويورك للمتنزهات والترفيه والمحافظة التاريخية إلى ان هناك العديد من مصادر البكتيريا المحتملة التي قد تؤثر على الشاطئ، بما في ذلك فيضان مياه الصرف الصحي، وتصريف مياه الأمطار، وجريان المياه في المناطق الحضارية، وتصريف مجرى المياه الملوثة، والطحالب والمخلفات الورقية. وقد تم تحديد شاطئ وودلون من قبل مجلس الدفاع عن الموارد الطبيعية باعتباره ثالث أكثر شواطئ السباحة تلوثًا في ولاية نيويورك بعد فشل 32٪ من اختبار لعينات المياه في عام 2011.

## المرافق
توفر الحديقة شاطئًا ومسارًا للمشي وملعبًا ومناطق للتنزه وبارًا ومطعمًا. تتوفر قوارب الكاياك وألواح التجديف للإيجار ، والمنتزه متاح للحفلات وحفلات الزفاف. النزل متاح عن طريق التأجير فقط.
الحديقة مفتوحة للاستخدام اليومي طوال العام ، ولكن يُسمح بالسباحة فقط خلال أشهر الصيف. يفتح الشاطئ من الفجر حتى المساء سبعة أيام في الأسبوع ابتداء من عطلة نهاية الأسبوع ليوم الشهداء وتغلق عطلة نهاية الأسبوع في يوم العمال. هناك رسوم لوقوف السيارات بقيمة 7 دولارات. للعسكريين على رأس العمل والحاملين لبطاقة الهوية هناك خصم بقيمة 5 دولارات بالإضافة إلى الدراجات النارية. من الاثنين إلى الجمعة ، يمكن للمواطنين للذين اعمارهم 62 عامًا وما فوق دخول الحديقة مجانًا. 
تقبل الحديقة تصاريح العبور الامبراطورية وتصاريح العبور الصادرة عن ولاية نيويورك.

## روابط خارجية
- مدينة هامبورغ: Woodlawn Beach
- متنزهات ولاية نيويورك: Woodlawn Beach State Park